# Пак Тхэ Джун
Пак Тхэджун (кор. 박태준?, 朴泰俊?; 24 октября 1927, Пусан — 13 декабря 2011, Сеул) — южнокорейский военачальник и государственный деятель, основатель «POSCO», 33-й премьер-министр Республики Корея (2000).

## Биография
Обучался в Национальной высшей школе обороны, в 1963 г. окончил факультет политологии и права по специальности «политические науки» Университета Тангук.
В 1948 г. окончил Военную академию Кореи, за проявленную храбрость был награждён орденом «Чхунму». После военного переворота против правительства Чан Мёна во главе с Пак Чонхи стал членом Верховного совета по торговому и промышленному возрождению Кореи. В 1963 г. был уволен в запас в звании генерал-майора.
Успешно занимался бизнесом. В 1964 г. становится президентом «TaeguTec», с 1968 г. — он создал первую сталелитейную компанию в Республике Корея «POSCO» и стал президентом этой компании, ставшей к 2010 г. третьим мировым производителем.
С 1980 г. участвовал в политической жизни, избирался депутатом Национальной ассамблеи, председателем Либерально-демократической партии. Долгое время являлся союзником президента Ким Ёнсама, однако затем между двумя политиками произошел конфликт, Пак был вынужден уйти в отставку из Национального Собрания и уехать за рубеж вследствие обвинений в коррупции.
В 1997 г. возвращается на родину и вновь избирается членом Национальной Ассамблеи, получив поддержку избирателей за счет критики экономического курса президента Кима. Становится председателем Либерально-демократической партии, на президентских выборах поддержал будущего победителя — Ким Дэчжуна.
В 2000 г. был назначен на должность премьер-министра, однако вскоре был вынужден уйти в отставку из-за подозрений в мошенничестве в сфере распределения собственности.
Похоронен на Сеульском национальном кладбище.